# Alpe d'Huez
L'Alpe d'Huez é uma estância de esqui que possui entre 1.250 a 3.330 metros de altitude. É uma pastagem de montanha nos Alpes Ocidentais Franceses Centrais, na comuna de Huez, que faz parte do no departamento de Isère na região de Auvérnia-Ródano-Alpes.
Faz parte do maciço de Grandes Rousses , sobre os Oisans, e fica a 59 km de Grenoble. O resort Alpe d'Huez é acessível a partir de Grenoble pela RD 1091, que percorre o Vale Romanche passando pelas comunas de Livet-et-Gavet e Le Bourg-d'Oisans, bem como Haut-Oisans via Col de Sarenne.
O Alpe d'Huez é usado regularmente na corrida de ciclismo da Volta à França, incluindo duas vezes no mesmo dia em 2013. Marco Pantani detém o recorde para a subida mais rápida com 36m50s, alcançada durante o Tour de France 1995.

## Corridas de ciclismo

### Tour de France

#### Vencedores
| Ano   | Nome               | País           |
| ----- | ------------------ | -------------- |
| 2018  | Geraint Thomas     | Reino Unido    |
| 2015  | Thibaut Pinot      | França         |
| 2013† | Christophe Riblon  | França         |
| 2011  | Pierre Roland      | França         |
| 2008  | Carlos Sastre      | Espanha        |
| 2006  | Frank Schleck      | Luxemburgo     |
| 2004  | Lance Armstrong    | Estados Unidos |
| 2003  | Iban Mayo          | Espanha        |
| 2001  | Lance Armstrong    | Estados Unidos |
| 1999  | Giuseppe Guerini   | Itália         |
| 1997  | Marco Pantani      | Itália         |
| 1995  | Marco Pantani      | Itália         |
| 1994  | Roberto Conti      | Itália         |
| 1992  | Andrew Hampsten    | Estados Unidos |
| 1991  | Gianni Bugno       | Itália         |
| 1990  | Gianni Bugno       | Itália         |
| 1989  | Gert-Jan Theunisse | Países Baixos  |
| 1988  | Stephen Rooks      | Países Baixos  |
| 1987  | Frederico Echave   | Espanha        |
| 1986  | Bernard Hinault    | França         |
| 1984  | Luis Herrera       | Colômbia       |
| 1983  | Peter Winnen       | Países Baixos  |
| 1982  | Beat Breu          | Suíça          |
| 1981  | Peter Winnen       | Países Baixos  |
| 1979* | Joop Zoetemelk     | Países Baixos  |
| 1979* | Joaquim Agostinho  | Portugal       |
| 1978  | Hennie Kuiper      | Países Baixos  |
| 1977  | Hennie Kuiper      | Países Baixos  |
| 1976  | Joop Zoetemelk     | Países Baixos  |
| 1952  | Fausto Coppi       | Itália         |

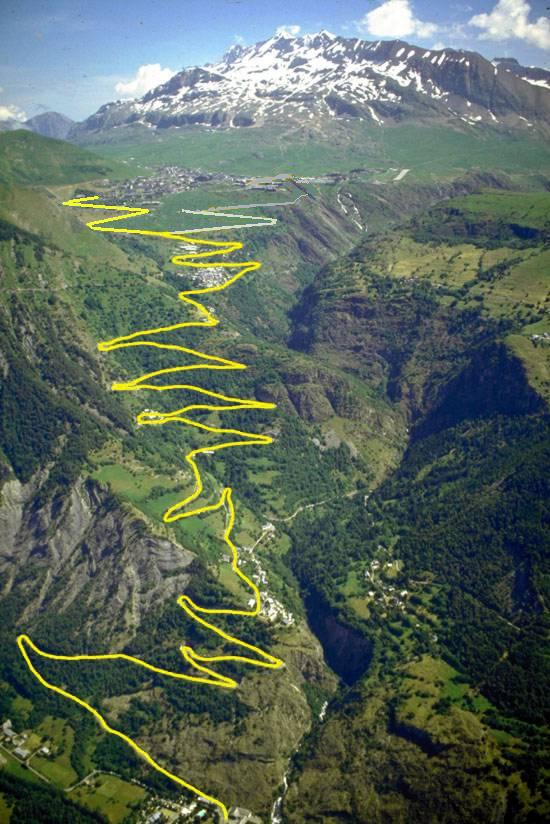
Vista panorâmica da estrada, com suas 21 curvas

* Em 1979 foram realizadas duas chegadas no Alpe d'Huez

† Em 2013 foram realizadas duas subidas no Alpe d'Huez

#### Melhores tempos da subida
13,8 km: 
| Lugar | Tempo   | Nome             | Ano  | País           |
| ----- | ------- | ---------------- | ---- | -------------- |
| 1     | 36' 50" | Marco Pantani    | 1995 | Itália         |
| 2     | 36' 55" | Marco Pantani    | 1997 | Itália         |
| 3     | 37' 15" | Marco Pantani    | 1997 | Itália         |
| 4     | 37' 36" | Lance Armstrong  | 2004 | Estados Unidos |
| 5     | 37' 41" | Jan Ullrich      | 1997 | Alemanha       |
| 6     | 38' 00" | Lance Armstrong  | 2001 | Estados Unidos |
| 7     | 38' 10" | Miguel Induráin  | 1995 | Espanha        |
| 7     | 38' 10" | Alex Zülle       | 1995 | Suíça          |
| 8     | 38' 12" | Bjarne Riis      | 1987 | Dinamarca      |
| 9     | 38' 22" | Richard Virenque | 1997 | França         |
| 10    | 38' 36" | Floyd Landis     | 2006 | Estados Unidos |